# Ардис II
Ардис II също Ардюс (Ardys II, Ardysus II) е 27-ият легендарен цар на Лидия от династия Мермнади, според Херодот, през 678 пр.н.е. – 629 пр.н.е. и управлявал 49 години.

## Произход и управление
Той е син на Гигес. След като Гигес пада убит в боеве против кимерийците, Ардис трябва да стабилизира отново своето лидийско управление в Мала Азия. Той успява да се справи и завзема гръцкия град Приен.
Негов наследник е синът му Садиат II.